# Michel Polak

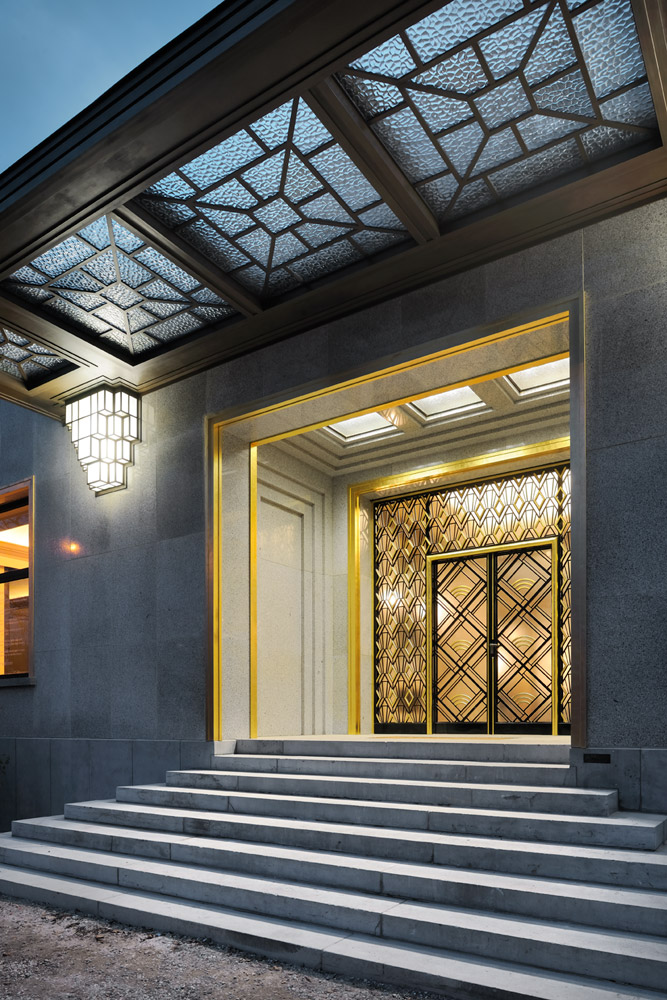
Ingang van Villa Empain

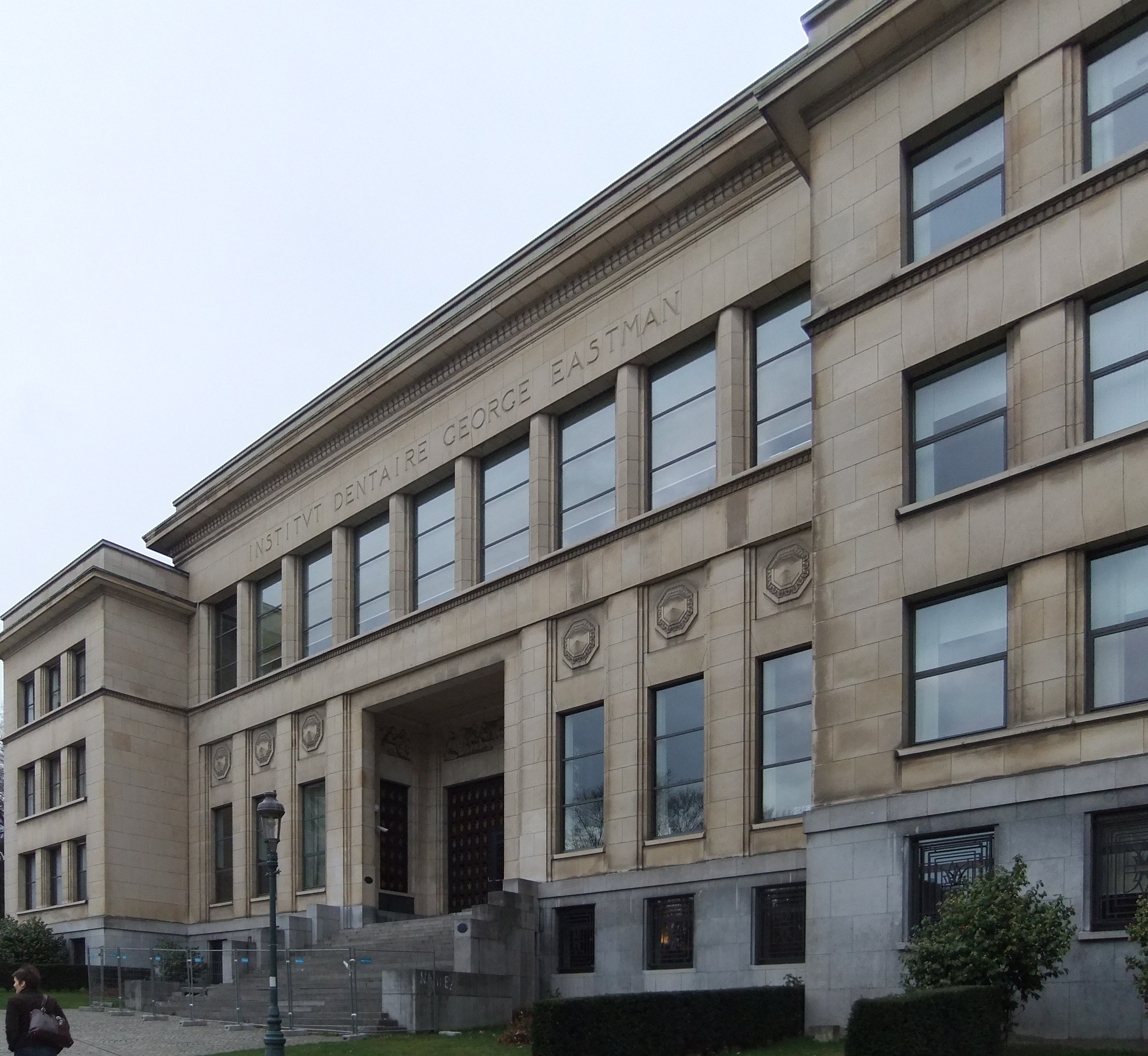
Voorgevel van het Eastman Instituut

Michel Polak (Mexico-Stad, 27 januari 1885 – Brussel, 4 oktober 1948) was een belgisch-zwitserse architect. Vanaf 1921 woonde hij in België, waar hij belangrijke opdrachten kreeg.

## Biografie
Polak groeide op in Montreux. Na het behalen van zijn architectentitel aan de Polytechnische School van Zürich (1903-1907) volgde hij de lessen aan de École des Beaux Arts te Parijs (1907-1911). Hij ging samenwerken met zijn landgenoten Georges Piollenc en vanaf 1917 Alfred Hoch. In deze Zwitserse periode (1910-1921) volgde hij vooral de art-nouveaustijl.
Vervolgens verhuisde hij zijn bureau naar Brussel voor een grote opdracht van de vastgoedpromotor en financier Lucien Kaisin. Deze liet hem een complex met luxe-appartementen bouwen, Résidence Palace. Zijn naam was meteen gevestigd in de hoofdstad, waar hij tijdens het interbellum een niet aflatende reeks luxe-opdrachten kreeg. Hij beheerste vele bouwstijlen zoals de art deco, het classicisme en het modernisme, en kon die ook feilloos combineren. Hij bezat een grote materialenkennis en kon die ook goed toepassen in zijn ontwerpen.
Na de Tweede Wereldoorlog werd zijn architectenbureau verdergezet door zijn twee zonen, André en Jean Polak.

## Belangrijkste realisaties
- Verbouwing van villa Henri Nestlé – Montreux (1910)
- Luxe appartementencomplex Riant-Château – Montreux (1911-1913)
- Tempel van de Nationale Kerk – Glion (1913-1915)
- Résidence Palace – Wetstraat, Brussel (1923-1926)
- Verbouwing van warenhuis Grand Bazar – Anspachlaan, Brussel (1926)
- Hotel Atlanta – Adolphe Maxlaan 3, Brussel (1924-1929)
- Hoofdkantoor van farmabedrijf CIBA – Léopold Couroublestraat, Schaarbeek (1926)
- Hotel Albert I / Terminus – Rogierplein 17-21, Sint-Joost-ten-Node (1927-1928)
- Hotel Le Plaza – Adolphe Maxlaan, Brussel (1928-1932)
- Hoofdkantoor Electrobel – Troonplein 1-3, Brussel (1928-1929)
- Hoofdkantoor van Belgische verzekeringstak van La Genevoise – Brussel (1929)
- Hoofdkantoor van verzekeringsmaatschappij Winterthur – Brussel
- Villa Empain van Louis Empain (ook genoemd Villa Roosevelt) – Franklin Rooseveltlaan 67, Brussel (1931)
- Dispensarium van het Rode Kruis – Papenvest, Brussel (1933)
- Tandheelkundig Instituut George Eastman – Leopoldpark, Brussel (1934)
- Woning Theo Fleischman – Hamoirlaan, Ukkel (1935 - afgebroken)
- Wooncomplex – Sint-Michielslaan, Etterbeek (1936)
- Wedstrijdproject Kunstberg (1937)
- Gebouw van de Regie voor Telegraaf en Telefoon – Paleizenstraat, Schaarbeek (1937)
- Woning van professor Auguste Piccard – Chexbres
- COOVI-campus – Anderlecht (1948)